# Alvargeting
Alvargeting (Stenodynerus bluethgeni) är en stekelart som beskrevs av Vecht 1971. Enligt Catalogue of Life ingår alvargeting i släktet smalgetingar och familjen Eumenidae, men enligt Dyntaxa är tillhörigheten istället släktet smalgetingar och familjen getingar.
Enligt den svenska rödlistan är arten nära hotad (NT) i Sverige. Arten förekommer på Gotland och Öland. Artens livsmiljö är jordbrukslandskap, skogslandskap, stadsmiljö.
Inga underarter finns listade i Catalogue of Life.